# Domenico Manetti
Domenico Manetti (* Januar 1609 in Siena; † 17. Januar 1663 ebenda) war ein italienischer Maler.

## Leben
Domenico Manetti wurde in Siena geboren und dort am 8. Januar 1609 getauft. Er war der zweite Sohn von Lisabetta Panducci und Rutilio Manetti, bei dem er auch sein Handwerk erlernte und mit dem er mehrere Werke in Siena gestaltete. Hier malte er in zumindest vier der siebzehn Contradenkirchen und mehrfach im Palazzo Ugurgieri (Via Banchi di Sotto nahe der Piazza del Campo), wobei sich diese Werke heute im Besitz der Monte dei Paschi di Siena befinden. Neben seiner Tätigkeit in Siena erstellte er auch Bilder für Kirchen in den Gemeinden um den Monte Amiata. Zudem war er auch in Pisa tätig. Am 21. April 1631 wurde er Mitglied der Compagnia laicale di San Giovannino in Pantaneto (Chiesa di San Giovannino della Staffa, Contradenkirche der Contrada Leocorno), am 11. März 1639 wurde er deren Vikar.

## Werke (Auswahl)
- Castel del Piano, Chiesa Parrocchiale della Natività della Madonna (Chiesa dell’Opera): San Cerbone propizia la vittoria del generale Tommaso Cerboni, Öl auf Leinwand, um 1642 entstanden[3]
- Cinigiano, Ortsteil Monticello Amiata, Oratorio della Compagnia di San Sebastiano: Madonna col Bambino in gloria con San Nicola da Tolentino e Sant’Agostino, (Öl auf Leinwand, um 1650 entstanden)[4]
- Massa Marittima, Chiesa di Sant’Agostino: Visitazione e santi (mit Rutilio Manetti)[1]
- Montepulciano, Ortsteil Montepulciano Stazione, Chiesa Del Sacro Cuore di Gesù: Assunzione della Vergine, 1656 entstanden[5], aber erst im 20. Jahrhundert dort ausgestellt
- Pisa, Chiesa di Santa Caterina d’Alessandria: San Domenico[6]
- Rapolano Terme, Chiesa della Compagnia di Santa Caterina della Misericordia: Madonna col Bambino, i Santi Sebastiano, Rocco, Bernadino, Caterina da Siena ed Elisabetta (stammt aus der Chiesa di San Rocco (Cappella di San Rocco), Öl auf Leinwand, zugeschrieben)[7]
- Siena, Palazzo Chigi-Saracini: Zwei Szenen aus dem Leben Moses (La figlia del faraone con un’ancella und Mosè abbandonato sul Nilo)
- Siena, Chiesa di San Giovannino della Staffa (San Giovannino in Pantaneto), Contradenkirche der Contrada Leocorno:
  - Il Battista addita il Redentore (mit Rutilio Manetti, 1639 entstanden)
  - Nascita del Battista
- Siena, Chiesa di San Niccolò del Carmine, Oratorium des Konvents: Apparazione della Madonna al Beato Franco Lippi da Grotti (mit Rutilio Manetti, 1639 entstanden)
- Siena, Chiesa di San Pietro in Monsindoli (Località Monsindoli): Consegna delle chiavi, 1644 entstanden[1]
- Siena, Convento di San Girolamo: Estasi di San Girolamo
- Siena, Museo dell’Opera del Duomo des Dom von Siena: Battesimo di Cristo (mit Rutilio Manetti)
- Siena, Oratorio di San Bernardino:
  - Omaggio alla salma di San Bernardino
  - San Bernardino incita i giovani alla fede
- Siena, Oratorio di San Giovanni Battista, auch Oratorio dei Tredicini genannt, Contradenkirche der Contrada Aquila: Moltiplicazione dei pani e dei pesci, 1643 entstanden[1]
- Siena, Oratorio di San Rocco: Storie della vita di San Giobbe, 1651 entstanden
- Siena, Oratorio di Santa Caterina delle Suore del Paradiso (Oratorio della Contrada del Drago): Madonna di Soriano, 1649 entstanden
- Siena, Palazzo Pubblico:
  - David e Abigaille (Sala della Cancelleria di Biccherna (Sala della Giunta), 1646 entstanden, zugeschrieben)
  - Pagamento delle mercedi (Sala della Lupe, 1650 entstanden)
  - Rebecca al pozzo (Sala della Cancelleria di Biccherna (Sala della Giunta), 1649 entstanden, zugeschrieben)
  - Visitazione della Madonna (Terza Sala)
- Siena,  Palazzo Reale (Palazzo del Governatore dei Medici am Domplatz): La Vergine Tuccia (mit Rutilio Manetti)
- Siena, Palazzo Salimbeni, Kunstsammlung der Monte dei Paschi di Siena:
  - Amore toglie una spina di rosa dalla caviglia di Venere (Öl auf Leinwand, um 1650 entstanden, befand sich vorher im Palazzo Ugurgieri und wurde 1978 von der MPS erworben)[8]
  - La Carità romana (Öl auf Leinwand, um 1650 entstanden)[9]
  - Ulisse strappa dalla mani di Andromaca il figlioletto Astianatte (Öl auf Leinwand, um 1654 entstanden, befindet sich im Archivio storico)[10]
- Siena, Pinacoteca Nazionale:
  - Sant’Anna e San Gioacchino insegnano a leggere alla Madonna (Saal 33, mit Rutilio Manetti)[11]
  - Madonna assunta fra i santi e angeli musicanti (Saal 33)[12]
  - Sacra Famiglia con San Giovannino[13]
  - L’abbraccio fra la Pace e la Giustizia, stammt aus dem Palazzo Reale und wurde von Matteo de’ Medici (auch Mattias de’ Medici genannt, * 9. April 1613; † 14. Oktober 1667, Sohn der Maria Magdalena von Österreich und Cosimo II. de’ Medici) in Auftrag gegeben[1]
- Siena, Santuario di Santa Caterina: Esaltazione di Santa Caterina accolta dalla Madonna (mit Rutilio Manetti, 1638 entstanden)
- Torrita di Siena, Chiesa della Madonna della Pace: Angeli e Santi, Öl auf Leinwand[14]
- Trequanda, Ortsteil Castelmuzio, Museo d’arte sacra della Confraternita: Lapidazione di Santo Stefano (zugeschrieben)[15]
- Trequanda, Ortsteil Petroio, Chiesa dei Santi Pietro e Paolo: Ascensione di Cristo tra santi[16]